# NGC 1664
NGC 1664 је расејано звездано јато у сазвежђу Кочијаш које се налази на NGC листи објеката дубоког неба.
Деклинација објекта је + 43° 40' 34" а ректасцензија 4h 51m 5,4s. Привидна величина (магнитуда) објекта NGC 1664 износи 7,6. NGC 1664 је још познат и под ознакама OCL 411.